# Tococa pachystachya
Tococa pachystachya är en tvåhjärtbladig växtart som beskrevs av John Julius Wurdack. Tococa pachystachya ingår i släktet Tococa och familjen Melastomataceae. Inga underarter finns listade i Catalogue of Life.